# Kongresshalle Düsseldorf

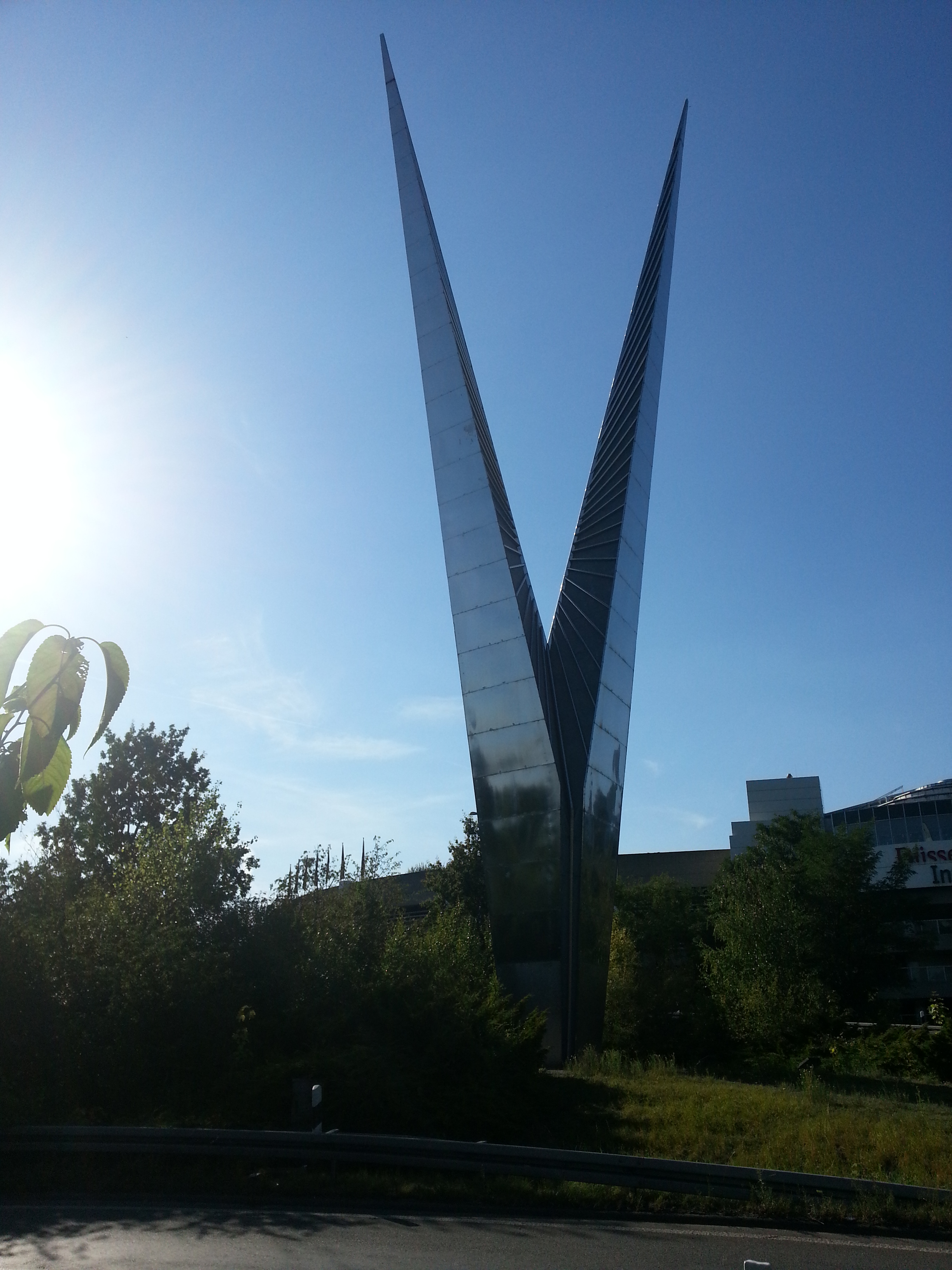
Skulptur „Pylon“ am Flughafen Düsseldorf

Die Kongresshalle wurde von 1960 bis 1961 von Friedrich Tamms an der Fischerstraße in Düsseldorf-Pempelfort erbaut. Nachdem das neue Messegelände bei Stockum fertiggestellt war, wurde die Kongresshalle zur Stadthalle umgebaut. Später wurde noch der Radschlägersaal angebaut, womit der Kuppelbau im Ehrenhof als Veranstaltungsstätte entbehrlich wurde und sich als neue Tonhalle anbot. Am 3. Juli 1992 veräußerte die Stadt das Areal an der Fischerstraße mit Stadthalle und Radschlägersaal für 156 Mio. DM an die Victoria-Versicherung. Diese ließ das Gebäude abbrechen, da das Grundstück für die Erweiterung der Bebauung am Victoriaplatz benötigt wurde.
Vor der Kongresshalle D stand die Skulptur „Pylon“ von Max Kratz. Die beiden auseinanderstrebenden Spitzen der Skulptur sollten stilisiert die Beine des Düsseldorfer Radschlägers darstellen. Nach dem Abbruch der Kongresshalle wurde sie auf dem Gelände des Flughafens aufgestellt, wo sie heute noch steht. Die Skulptur galt als markantes Wahrzeichen der Düsseldorfer Messe.